# Lars Sundh
Lars Johan Sundh, född 19 november 1963 i Sundbyberg, är en svensk formgivare och fotograf. 

## Biografi
Sundh har studerat på Beckmans designhögskola och har därefter formgett skivomslag och bokomslag samt arbetat som arkitekt och inredare. Bland annat var Lars Sundh formgivare (tillsammans med Stefania Malmsten) och en av grundarna av tidningen Pop. Sundh var även med och startade Stockholms filmfestival 1990 och skapade dess logotyp samt var medgrundare av webbyrån Out There Communications 1995 (senare Abel & Baker). Tillsammans med Killinggänget och David Sundin var han med och skapade Spermaharen 2001.
2002 grundade Lars Sundh bokförlaget Modernista tillsammans med Pietro Maglio. Han har också arbetat med artister som Magnus Uggla, Amanda Jenssen, Sophie Zelmani och The Wannadies. 1997 erhöll han Svenska Fotobokspriset för boken Ajax & Kingston.

### Familj
Lars Sundh är barnbarn till Kerstin Sundh.

## Priser och utmärkelser
- Kycklingstipendiet (Sveriges Reklamförbund), 1989[12]
- Svenska Fotobokspriset,1997[11]
- Svensk Bokkonst, 2002[13]
- Svensk Bokkonst, 2003[14]
- Årets kriminalformgivare, 2016[6]